# President van Zuid-Ossetië
De president van de Republiek Zuid-Ossetië is het de facto staatshoofd van de gedeeltelijk erkende republiek Zuid-Ossetië die de jure deel uitmaakt van Georgië en wordt sinds het ontstaan van de functie in 1996 rechtstreeks gekozen. Dit artikel geeft een overzicht van de de facto presidenten van de Republiek Zuid-Ossetië en de houders van de voorloper van het presidentschap van de afscheidingsrepubliek. Georgië erkent de functie en de verkiezingen niet en beschouwt deze als illegaal. De internationale gemeenschap volgt Georgië hier in grote meerderheid in.

## Geschiedenis
Op 2 november 1993 werd de eerste grondwet van de feitelijke Republiek Zuid-Ossetië aangenomen, waarmee een presidentiële republiek werd geïntroduceerd. De herziene en huidige versie van de grondwet werd op 8 april 2001 per referendum bekrachtigd. De president van de Republiek Zuid-Ossetië is het staatshoofd en hoofd van de uitvoerende macht van de regering. De president wordt voor vijf jaar gekozen door middel van een rechtstreekse volksstemming, met een maximum van twee achtereenvolgende termijnen. 
Op 10 november 1996 werd de eerste presidentsverkiezing in de zelfverklaarde republiek gehouden. Deze werd door Ljoedvig Tsjibirov gewonnen, die sinds 23 september 1993 al leider van Zuid-Ossetië was toen hij benoemd werd als voorzitter van de Zuid-Ossetische Opperste Sovjet. Leden uit zijn regering speelden later een hoofdrol in de alternatieve verkiezingen die in 2006 in het Georgisch gecontroleerde deel van Zuid-Ossetië werden gehouden. In 2011 ontstond er een politieke crisis toen het verkiezingsresultaat werd geannuleerd, nadat de verliezer van de tweede ronde Anatoli Bibilov protest had aangetekend. Dit leidde tot maatschappelijke en politieke onrust, waarbij de Russische premier van Zuid-Ossetië tot interim-president werd benoemd tot nieuwe verkiezingen in voorjaar 2012.

## Presidenten
Op 8 mei 2022 werd Alan Gaglojev verkozen tot vijfde president van de republiek, toen hij in een tweede ronde won van president Anatoli Bibilov. Sinds 24 mei 2022 is hij in functie. Ook al vindt Gaglojev in tegenstelling tot Bibilov een referendum voor een Zuid-Ossetische vereniging met Noord-Ossetië en aansluiting bij Rusland niet heel urgent, hij is wel voorstander van een dergelijke aansluiting. Een referendum hiertoe werd vlak voor de machtsoverdracht door Bibilov uitgeschreven,  maar dit werd twee weken later door Gaglojev geschorst totdat er overeenstemming is met Moskou over de kwestie en over verdere integratie.
| Presidenten Republiek Zuid-Ossetië | Presidenten Republiek Zuid-Ossetië | Presidenten Republiek Zuid-Ossetië | Presidenten Republiek Zuid-Ossetië | Presidenten Republiek Zuid-Ossetië | Presidenten Republiek Zuid-Ossetië | Presidenten Republiek Zuid-Ossetië | Presidenten Republiek Zuid-Ossetië | Presidenten Republiek Zuid-Ossetië | Presidenten Republiek Zuid-Ossetië | Presidenten Republiek Zuid-Ossetië                         |
| #                                  | Naam                               | Partij                             | Van                                | Tot                                | Verkiezing                         | Verkiezing                         | Verkiezing                         | Verkiezing                         | Verkiezing                         | Opmerkingen                                                |
| #                                  | Naam                               | Partij                             | Van                                | Tot                                | Verkiezing                         | 1e ronde                           | 2e ronde                           | Opkomst                            | Ref.                               | Opmerkingen                                                |
| ---------------------------------- | ---------------------------------- | ---------------------------------- | ---------------------------------- | ---------------------------------- | ---------------------------------- | ---------------------------------- | ---------------------------------- | ---------------------------------- | ---------------------------------- | ---------------------------------------------------------- |
| 5                                  | Alan Gaglojev                      | Nychas                             | 24 mei 2022                        |                                    | 2022                               | 38,55%                             | 56,1%                              | 74,0% / 73,9%                      | [ 11 ] [ 6 ]                       |                                                            |
| 4                                  | Anatoli Bibilov                    | Verenigd Ossetië                   | 21 april 2017                      | 24 mei 2022                        | 2017                               | 54,8%                              | -                                  | 79,6%                              | [ 12 ]                             | Tevens referendum naamsverandering republiek.              |
| 3                                  | Leonid Tibilov                     | Onafhankelijk                      | 19 april 2012                      | 21 april 2017                      | 2012                               | 42,5%                              | 55,4%                              | 70,3% / 71,3%                      | [ 14 ] [ 15 ] [ 16 ]               | Tibilov werd gekozen na een tumultueuze periode.           |
|                                    | Vadim Brovtsev (interim)           | -                                  | 10 december 2011                   | 19 april 2012                      | 2011                               |                                    |                                    |                                    |                                    | Interim-president tot verkiezingen 2012, zie ook           |
| 2                                  | Edoeard Kokojti                    | Eenheidspartij                     | 25 november 2006                   | 10 december 2011                   | 2006                               | 98,1%                              | -                                  | 95,1%                              | [ 19 ] [ 20 ]                      | Alternatieve verkiezing in Georgisch gecontroleerd gebied. |
| 2                                  | Edoeard Kokojti                    | Onafhankelijk                      | 19 december 2001                   | 25 november 2006                   | 2001                               | 45%                                | 55%                                | 63%                                | [ 20 ]                             |                                                            |
| 1                                  | Ljoedvig Tsjibirov                 | Onafhankelijk                      | 27 november 1996                   | 19 december 2001                   | 1996                               | 52,3%                              | -                                  | 61,3%                              | [ 23 ]                             | Eerste electoraal verkozen leider Zuid-Ossetië.            |

## Verkiezingen
Elke vijf jaar wordt een nieuwe president gekozen in de zelfverklaarde republiek Zuid-Ossetië. Deze verkiezingen worden door Georgië als illegaal gezien en worden derhalve niet erkend. De internationale gemeenschap, met name de westerse bondgenoten en de OVSE, volgt Georgië hier in grote meerderheid in. De OVSE stuurt geen waarnemers naar verkiezingen. De autoriteiten in Zuid-Ossetië rekruteren doorgaans in samenwerking met Rusland onofficiële waarnemers uit sympathiserende kringen. Deze komen uit landen die Zuid-Ossetië erkennen, zoals Rusland, Venezuela of Syrië, maar ook uit EU-lidstaten. Hieronder een overzicht van presidentsverkiezingen in Zuid-Ossetië. 

### 2022
De verkiezingen van 2022 vonden op 10 april en 8 mei plaats. Doordat geen van de vijf kandidaten meer dan 50% van de stemmen behaalde was op 8 mei 2022 een tweede ronde nodig tussen president Anatoli Bibilov en Nychas partijleider Alan Gaglojev. Laatstgenoemde won met ruim 56% van de stemmen, bij een opkomst van bijna 74%.

### 2017
De verkiezingen van 2017 vonden op 9 april plaats. De strijd ging tussen president Leonid Tibilov, parlementsvoorzitter en leider van Verenigd Ossetië Anatoli Bibilov en de partijloze KGB-officier Alan Gaglojev. Bibilov behaalde in de eerste ronde bijna 55% van de stemmen bij een geclaimde opkomst van 79,6% en werd daarmee de nieuwe president van de zelfverklaarde republiek. Tegelijkertijd werd een referendum gehouden om de naam van de Republiek van Zuid-Ossetië te veranderen naar Republiek van Zuid-Ossetië - Staat van Alanië, verwijzend naar het historische Alanië ten noorden van de Grote Kaukasus dat door 80% werd gesteund.

### 2012
De verkiezingen van 2012 vonden op 25 maart en 8 april plaats en waren noodzakelijk geworden na de annulering van de verkiezingsresultaten van 2011. Doordat geen van de vier kandidaten meer dan 50% van de stemmen behaalde, werd op 8 april 2012 een tweede ronde gehouden tussen KGB-officier Leonid Tibilov en gezant van mensenrechten van de regio David Sanakojev. Tibilov, in 2006 nog verliezend kandidaat, won de tweede ronde met 55,4% van de geldige stemmen.

### 2011
De verkiezingen van 2011 vonden op 13 november en 27 november plaats. Er deden elf kandidaten mee, waarna in een tweede ronde de door het Kremlin gesteunde Anatoli Bibilov het moest afleggen tegen oppositiekandidate Alla Dzjiojeva. Bibilov bewtistte de resultaten en kreeg hierin gelijk: de resultaten werden ongeldig verklaard en er werden nieuwe verkiezingen uitgeschreven voor 2012. Er ontstond een  politieke crisis waarbij uiteindelijk de premier van Russische komaf Vadim Brovtsev tot interim president werd benoemd na het aftreden van president Edoeard Kokojti.

### 2006
De verkiezing van 2006 vond op 12 november plaats. Er deden naast herkiesbaar president Edoeard Kokojti nog drie kandidaten mee die kansloos waren. Kokojti werd met 98% van de stemmen herkozen. In een referendum stemde volgens de autoriteiten 99,9% voor onafhankelijkheid van de afscheidingsrepubliek. Op dezelfde dag vond er een alternatieve verkiezing plaats vanuit het Georgisch gecontroleerde gebied, georganiseerd door de Zuid-Osseetse oppositie. Deze werd gewonnen door voormalig Zuid-Osseets premier Dmitri Sanakojev die een half jaar later door Tbilisi erkend werd als leider van de Zuid-Osseetse Administratie dat toezag op de door Georgië in het leven geroepen 'Provisionele Territoriale Eenheid Zuid-Ossetië'. In een parallel referendum werd gekozen voor een verenigde federale staat met Georgië.

### 2001
De verkiezingen van 2001 vonden op 18 november en 9 december 2001 plaats. Er deden in de eerste ronde vijf kandidaten mee. Regerend president Ljoedvig Tsjibirov stelde zich herkiesbaar, maar haalde niet voldoende stemmen. De vereiste tweede ronde ging tussen de communistische partijleider Stanislav Kotsjijev en de onafhankelijke kandidaat en voormalige kampioen Vrije Stijl worstelen Edoeard Kokojti die won met 55% van de stemmen. 

### 1996
Op 10 november 1996 werden de eerste presidentsverkiezingen van Zuid-Ossetië gehouden, die de voorzitter van het Presidium van de Zuid-Ossetische Opperste Sovjet Ljoedvig Tsjibirov won met 52,3% van de stemmen. De eerste presidentsverkiezing was een gevolg van de grondwet die de afscheidingsrepubliek in 1993 aangenomen waarin het een presidentiële republiek introduceerde. 

## Voorzitter Opperste Sovjet (1990 - 1996)

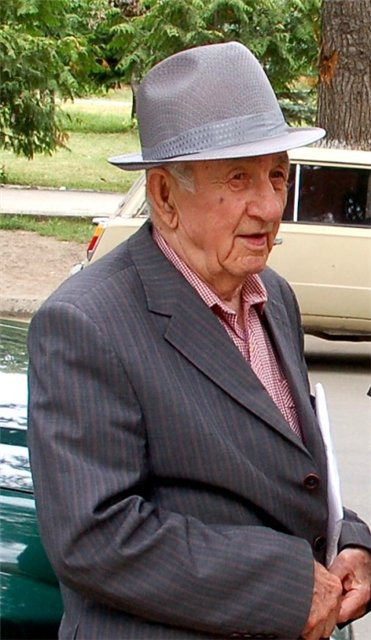
Znaur Gassijev, voorzitter Opperste Sovjet en staatshoofd in 1991 tijdens gevangenschap van Torez Koeloembegov. (foto 2009)

Tot de invoering van het presidentschap in Zuid-Ossetië in november 1996 was de voorzitter van het Presidium van de Opperste Sovjet de leider van de zelfverklaarde republiek. Tijdens de oplopende spanningen in het Georgisch-Ossetisch conflict riepen de Zuid-Osseten op 20 september 1990 de Zuid-Ossetische Democratische Sovjetrepubliek uit als volwaardige sovjetrepubliek binnen de Sovjet-Unie. Er werden voorbereidingen in gang gezet om een parlementaire republiek te vormen met een scheiding van de uitvoerende en wetgevende macht. Bij de 15e vergadering van de Zuid-Ossetische regionale sovjet (volksraad) in oktober 1990 werd besloten een tijdelijk Uitvoerend Comité te vormen. Torez Koeloembegov werd op 16 oktober 1990 door de afgevaardigden gekozen als hoofd van dit Uitvoerend Comité. 

### Afscheiding
Daags na de verkiezingen op 9 december 1990 voor de eerste Opperste Sovjet van de zelfverklaarde en door de Georgische sovjetrepubliek en Moskou niet erkende republiek werd Koeloembegov gekozen tot voorzitter en daarmee als leider van de republiek. Zowel de Georgische sovjetrepubliek als het centrale gezag in Moskou protesteerden tegen deze stappen. De Georgische SSR trok op 10 december 1990 de autonomie van de Zuid-Ossetische Autonome Oblast in. Op 29 januari 1991 werd Koeloembegov in Tschinvali gearresteerd en belandde bijna een jaar in de gevangenis in Tbilisi tot zijn vrijlating in het begin van 1992. Communist Znaur Gassijev nam de taak van voorzitter van de Zuid-Ossetische Opperste Sovjet over voor de duur van Koeloembegov's afwezigheid. Tijdens zijn afwezigheid waren er twee kampen in de Zuid-Ossetische politieke elite ontstaan, waardoor Koeloembegov zich genoodzaakt zag op 10 mei 1992 alsnog af te treden als voorzitter van de Opperte Sovjet en leider van Zuid-Ossetië, wat niet geaccepteerd werd door de afgevaardigden.
Ondertussen had de Zuid-Ossetische Democratische Sovjetrepubliek zich op 26 november 1991 hernoemd als Republiek van Zuid-Ossetië en werd op 21 december 1991 een onafhankelijkheidsverklaring aangenomen, nadat duidelijk werd dat de Sovjet-Unie ophield te bestaan. Dit werd op 19 januari 1992 in een referendum aan de bevolking voorgelegd, en op 29 mei 1992 werd de onafhankelijkheid van de Republiek van Zuid-Ossetië formeel uitgeroepen. Koeloembegov bleef aan als leider tot 17 september 1993, waarna Ljoedvig Tsjibirov op 23 september werd gekozen als nieuwe voorzitter en de facto staatshoofd van de Republiek van Zuid-Ossetië. Op 2 november 1993 werd de eerste Zuid-Osseetse grondwet aangenomen en transformeerde Zuid-Ossetië per 1996 naar een presidentiële republiek. Op 10 november 1996 werden de eerste presidentsverkiezingen in Zuid-Ossetië gehouden en werd op 27 november winnaar Ljoedvig Tsjibirov benoemd tot president en het staatshoofd. De Opperste Sovjet veranderde in een gewoon parlement.    
| 4 | Ljoedvig Tsjibirov | 23 september 1993 | 27 november 1996  | Werd gekozen als president.                          |
| 3 | Torez Koeloembegov | januari 1992      | 17 september 1993 |                                                      |
| 2 | Znaur Gassijev     | 30 januari 1991   | januari 1992      |                                                      |
| 1 | Torez Koeloembegov | 16 oktober 1990   | 29 januari 1991   | Door Georgische autoriteiten in gevangenschap gezet. |